# Црква Свете Тројице у Рогљеву
Црква Свете Тројице у Рогљеву, насељеном месту на територији општине Неготин припада Епархији тимочкој Српске православне цркве.
Републички завод за заштиту споменика културе започео је процес израде предлога заштите цркве у селу Рогљеву, којa је интегрални део већ заштићеног комплекса винских подрума Рогљевске пивнице.